# بابلو فرناندو هرنانديز
بابلو فرناندو هرنانديز (بالإسبانية: Pablo Fernando Hernández)‏ (2 مايو 1975 في الأوروغواي - ) هو لاعب كرة قدم أوروغواني في مركز الدفاع. شارك مع منتخب الأوروغواي لكرة القدم. أما مع النوادي، فقد لعب مع بيلا فيستا وتايجرز أونال وديفينسور سبورتينغ وغريميو بورتو أليغرينزي ونادي باتشوكا ونادي بويبلا ونادي فينيزيا.

## وصلات خارجية
- بابلو فرناندو هرنانديز على موقع الاتحاد الدولي (مؤرشف)  (الإنجليزية)
- بابلو فرناندو هرنانديز على موقع قاعدة بيانات كرة القدم.إي يو (الإنجليزية)
- بابلو فرناندو هرنانديز على موقع ناشيونال فوتبول تيمز (الإنجليزية)